# Hana Hrzalová
Hana Hrzalová (23. března 1929 Rakovník – 21. srpna 2019) byla česká literární historička a kritička. V období tzv. normalizace zastávala vedoucí funkce v Ústavu pro českou a světovou literaturu Československé akademie věd.

## Život
Narodila se jako Hana Bauerová dne 23. března 1929 v rodině železničního úředníka. V roce 1948 maturovala na státním reálném gymnáziu v Praze-Dejvicích. Poté v letech 1948–1952 studovala na Filozofické fakultě Univerzity Karlovy obor literární věda – divadelní věda. Doktorát filozofie (PhDr., 1953) získala na základě práce Historická dramata J. K. Tyla. V roce 1965 obhájila disertační práci Z historie sporů o naturalismus a realismus na sklonku 19. století a dosáhla vědecké hodnosti kandidátky věd (CSc.).
Od roku 1952 až do prosince 1989 byla pracovnicí Ústavu pro českou literaturu ČSAV, později přejmenovaného na Ústav pro českou a světovou literaturu ČSAV. V roce 1972 se stala zástupkyní ředitele, od roku 1981 byla pověřena řízením ústavu a v roce 1984 byla jmenována jeho ředitelkou. Byla též členkou kolegia věd o umění Československé akademie věd. V prosinci 1989 požádala o uvolnění z funkce ředitelky ústavu a odešla do důchodu.
Kromě vědecké práce v ČSAV vykonávala řadu funkcí ve spisovatelském svazu. Od založení Svazu českých spisovatelů patřila k jeho vedoucím osobnostem, od roku 1982 byla členkou předsednictva a v roce 1987 byla zvolena místopředsedkyní. Dále působila v ediční radě nakladatelství Československý spisovatel, byla členkou redakční rady Literárního měsíčníku a v letech 1981–1989 zastávala pozici vedoucí redaktorky časopisu Česká literatura.
Ve svých pracích vystupuje jako představitelka marxistické literární kritiky a navazuje na myšlenky Julia Fučíka, Zdeňka Nejedlého a Ladislava Štolla. Věnuje se především kritice soudobé české prózy. Napsala několik monografií, přispívala do různých sborníků a publikovala články v řadě novin a časopisů (Rudé právo, Lidové noviny, Literární noviny, Plamen, Večerní Praha, Kulturní tvorba, Tvorba, Nová mysl, Impuls, Česká literatura, Literární měsíčník, Estetika, Tribuna, Haló noviny, Obrys-Kmen, Zpravodaj Výboru národní kultury a další). V roce 1982 jí ČSAV udělila stříbrnou oborovou plaketu F. Palackého za zásluhy ve společenských vědách.

## Spisy (výběr)
- Julius Fučík. 1. vyd. Praha: Horizont, 1973. 77 s.
- Jan Kozák. Vydání první. Praha: Československý spisovatel, 1977. 163 s.
- Bohumil Říha. Vyd. 1. Praha: Československý spisovatel, 1981. 174 s.
- Proměny české prózy 1945–1985. 1. vyd. Praha: Československý spisovatel, 1985. 95 s.
- O české literatuře dneška. 1. vydání. Praha: Československý spisovatel, 1987. 223 s.
- Sociální vazby literatury v minulosti a dnes. [Brno]: [Městský výbor KSČM], 1995. 15 s. Příl. čas.: Echo; č. 14. 1995.